# Reik
レイク (Reik) はメキシコ人3人組のグループ。
- ボーカル：Jesús Navarro（1986年7月9日 - ）
- アコースティックギター：Julio Ramírez（1987年12月21日 - ）
- エレキギター：Gilberto 'Bibi' Marín（1983年1月26日 - ）

2005年に最初のアルバム"Reik"をリリース。2006年に"Sesion Metropolitana"（ライブの音源&ライブ映像DVDとの2枚組）、同年にアルバム"Sequencia"をリリースした。